# Петровский, Мирон Семёнович
Миро́н Семёнович Петро́вский (8 мая 1932, Одесса — 14 ноября 2020, Киев) — советский и украинский литературовед, писатель

.

## Биография
Родился в Одессе, в раннем детстве переехал с семьёй в Киев. Во время войны — в эвакуации, откуда вернулся в 1948 году.
В 1957 окончил Киевский государственный университет имени Т. Шевченко (заочно). Жил в Киеве. Член редколлегии и соредактор художественно-публицистического альманаха «Егупец» киевского Института иудаики.
Публиковался в альманахах, журналах и газетах, среди них: «Литературное наследство», «Новый мир», «Юность», «Вопросы литературы», «В мире книг», «Детская литература», «Книжное обозрение», «Огонёк», «Литературная газета», «Литературная учёба», «Советский экран», «Советская культура», «Семья и школа», «Философская и социологическая мысль», «Вечерний Киев» и другие.

## Семья
Дети:
- Иван (Йоханан, род. 1962) — советский и американский историк, филолог, эссеист, переводчик.
- Екатерина (Катя, род. 1970) — немецкий филолог-русист, журналист и писатель.

## Автор и составитель книг
- Корней Чуковский: Критико-библиографический очерк. — М., 1960.
- Корней Чуковский: Книга о детском писателе. — М., 1962.
- Книга о Корнее Чуковском. — М., 1966.
- Музика екрана. — К., 1967 (на укр. яз.)
- Жизнь и творчество Самуила Яковлевича Маршака: Маршак и детская литература / Сост. Б. Галанов, И. Маршак, М. Петровский. — М., 1975.
- Жизнь и творчество Льва Квитко / Сост. Б. Квитко и М. Петровский. — М., 1976.
- Маяковский В. В. Пьесы: Клоп; Баня / Предисл. и коммент. М. Петровского. — М., 1985.
- Книги нашего детства. — М., 1986.
- Булгаков М. А. Театральный роман; Дьяволиада; Роковые яйца; Собачье сердце / Сост., вст. ст. и коммент. М. Петровского. — Ставрополь, 1989.
- Городу и миру: Киевские очерки. — К., 1990.
- Русский романс на рубеже веков / Сост. В. Мордерер и М. Петровский. — К., 1997.
- Мастер и Город: Киевские контексты Михаила Булгакова. — К., 2001.
- Чуковский К. И. Стихотворения / Вступ. ст., сост., подгот. текста и примеч. М. Петровского. — СПб., 2002.
- Mistrz i Miasto: Kijowskie konteksty Michaila Bulhakowa / Per. I. Kuzmina, A. Jezierska. — Poznan, 2004.
- Ах-романс. Эх-романс. Ох-романс: Русский романс на рубеже веков / Сост. В. Мордерер, М. Петровский. — СПб., 2005.
- Книги нашего детства. — 2-е изд., испр. и доп. — СПб.: Изд-во Ивана Лимбаха, 2006.
- Корчак Я. Дитя людське: Вибрані твори / Упоряд. С. Петровська; Ред. М. Петровський. — К., 2007.
- Городу и миру: Киевские очерки. — Изд. 2-е, перераб. и доп. — К., 2008.
- Мастер и Город: Киевские контексты Михаила Булгакова. — Изд. 2-е, испр. и доп. — СПб., 2008.

## О Мироне Петровском
- Мирон Петровский: Биобиблиография / Сост. Ю. Веретенникова; Под ред. С. Захаркина и А. Пучкова. — К., 2007.
- Иванов Ю. Подлинная история «литературной забегаловки» // Зеркало недели. — 1997. — 21 июня.
- Скуратовский В. Л. Держитесь подальше: К 70-летию Мирона Петровского // Столичные новости. — 2002. — 14/20 мая.
- Сарнов Б. Случай Эренбурга: У времени в плену. — М., 2006. — С. 330—357.
- Махлин Я. М. Петровский и Скуратовский… // Махлин Я. М. Все четыре полосы. — К., 2006. — С. 205—206.
- Назаренко М. Мирон, або Похвала методові // Критика. — 2012. — Ч. 5 (175). — С. 27—29.
- Канунникова Ольга. Городу и Мирону. Далекое близкое. // Новый мир. — 2021.  — № 3.
- Веретенникова Юлия. Просто работа. // Новый мир. – 2021. – № 3.

## Интервью
- Мифы мастера: К 70-летию со дня смерти Михаила Булгакова Архивная копия от 29 мая 2010 на Wayback Machine — интервью с М. Петровским на «Радио Свобода».